# Prințesa Anne a Marii Britanii
Prințesa Anne a Marii Britanii (Anne Elizabeth Louise Alice; n. 15 august 1950) este un membru al familiei regale britanice și fiica reginei Elizabeth II. Este cea de-a șaptea deținătoare a titlului de Prințesă regală și în prezent este a paisprezecea în linia de succesiune la tronul britanic. În momentul nașterii sale era a treia în linie, apoi a doua după ce mama sa a devenit regină, până la nașterea fratelui său, Prințul Andrew în 1960.
Prințesa este cunoscută pentru munca sa de caritate și este singurul membru al familiei regale britanice care a participat la Jocurile Olimpice ca sportiv.
Prințesa Anne Elizabeth Alice Louise s-a născut la Casa Clarence din Londra. Tatăl ei este Prințul Filip, duce de Edinburgh, iar mama este regina Elisabeta a II-a. Cu puțin înainte de nașterea fratelui ei mai mare, Prințul Charles, în 1948, bunicul lor, regele George al VI-lea a emis un decret regal prin care se urma să se acorde titlul de Alteța Sa Regală pentru orice copil ai Ducelui și a Ducesei de Edinburgh. Astfel, la naștere, Prințesa Anne a primit titlul de Alteța Sa Regală Prințesa Anne de Edinburgh.
La vârsta de 21 de ani, ea a câștigat titlul la individual la Campionatul European de Echitație, care a avut loc la Burghley, și a fost votată personalitatea sportivă a anului 1971 de BBC. Fiica ei, Zara Phillips, va câștiga același premiu 35 de ani mai târziu. În 1976, a participat la Jocurile Olimpice de la Montreal ca membru al echipei britanice de echitație.
Pe data de 14 noiembrie 1973, Prințesa Anne s-a căsătorit cu locotenentul Mark Phillips la Catedrala Westminster din Londra. Cuplul are doi copii:
- Peter Phillips, n. 15 noiembrie 1977
- Zara Phillips, n. 15 mai 1981

Între 1986 - 1994, a condus Federația Ecvestră Internațională.
La data de 13 iunie 1987, regina a acordat titlul de "Prințesă Regală", Prințesei Anne. Titlul este acordat numai celei mai mari fiice a unui suveran, ultima titulară până la Prințesa Anne fiind fiica cea mare a regelui George al V-lea, Prințesa Maria, Contesă de Harewood.
La 23 aprilie 1992, prințesa a divorțat și s-a recăsătorit pe 12 decembrie 1992 cu Timothy Laurence, care în momentul căsătoriei era comandant în Marina Regală, astăzi este viceamiral.